# 布雷德斯 (特拉华州)
布雷德斯（英語：Blades），是美国特拉华州苏塞克斯县（Sussex）下属的一座城镇，面积为1.44平方公里，均为陆地。2011年的数据显示该地有人口1,261人。论人口在本州排行第28。